# Боливар, Густаво (писатель)
Густаво Боливар Морено (исп. Gustavo Bolívar Moreno; род. 22 июля 1966, Хирардот, Кундинамарка) — колумбийский писатель, журналист и политический деятель, сенатор (2018—2022).

## Биография
Родился 22 июля 1966 года в городе Хирардот, департамент Кундинамарка, Колумбия. Окончил местный Университет Ла-Сабана.
После окончания учёбы Боливар начал писательскую карьеру. Наибольшую популярность автору принёс роман «Без бюста нет рая», который получил мировую известность после выхода на телеканале Telecinco сериала «Без бюста нет рая» (2008), снятого на его основе. Определённого успеха также достиг другой роман автора «Эль-Капо», который впоследствии тоже был экранизирован.
В 2018 году Боливар был избран в Сенат Колумбии, сохраняя своё место до декабря 2022 года. В марте 2024 года он был назначен на пост председателя административного департамента социального благосостояния Колумбии, а в мае 2025 года объявил о своей отставке.